# 碧濤花園
碧濤花園（英語：Pictorial Garden）位於香港新界沙田區石門安景街19至21號（沙田地段302號），地盆面積約12萬平方呎，靠近城門河，可以眺望沙田馬場。發展商為華懋集團，於1991年及1993年間分3期落成，總共有10座樓宇，單位總數為1,734個。

## 歷史
碧濤花園建成後，發展商曾經發售該屋苑，惟由於售價過高，無人應市，加上發展商不急於求售，所以不少單位空置。至1997年，香港經濟下滑，發展商亦將物業的價錢降低，但是因為馬鞍山有大量住宅供應，所以發展商亦未能夠出售所有單位。後來第二期及第三期單位在落成時，並未有即時出售，當中後者曾一度出租。
碧濤花園2期於2000年進行大型翻新工程，包括加建會所及重新推出發售等；第三期於2006年進行大型翻新工程，再度轉為出售。
值得一提的是，政府持有碧濤花園其中6伙，用作廉政公署人員宿舍。

## 樓宇名稱
碧濤花園各座以各英文字母為首的名稱排名：
第一期
- 雅碧閣 Abbey Court
- 百利閤 Belleve Court
- 金蘭閣 Capilano Court

第二期
- 都美閣 Delite Court
- 怡景閣 Elegant Court
- 富臨閣 Forum Court
- 嘉麗閣 Galaxy Court

第三期
- 峰景閣 Hillview Court
- 雅芝閣 Iris Court
- 翠柏閣 Juniper Court

## 外部連結
碧濤花園住客專用網站：
- 第一期
- 第二期
- 第三期 （页面存档备份，存于）

1. ↑   (PDF). 沙田區議會. 2019-09-05  [2024-05-19]. （原始内容存档 (PDF)于2024-05-19）.